# Pollo Rey
Pollo Rey es una cadena de restaurantes y comidas rápidas de República Dominicana cuya especialidad es el pollo frito, propiedad del Grupo Carolina.

## Historia
La cadena fue fundada por Abelardo Liriano, graduado en perito industrial en 1958, en el Politécnico Loyola de la ciudad de San Cristóbal. El señor Liriano laboró Durante en La Armería, donde llegó a ocupar la posición de subdirector; luego, se independizó e instaló un colmado-ferretería, al lado de su vivienda.
En 1979 se dedicó a la crianza de pollos. Luego de la crisis avícola creada luego del paso del Huracán David, se dedicó a la comercialización de pollo al consumidor, creando puestos de ventas en San Cristóbal.  
Luego en 1988 crea sus restaurantes bajo la marca Pollo Rey. Sus restaurantes se encuentran sobre todo en el sur del país, Santo Domingo y las regiones turísticas del Este.

## Restaurantes

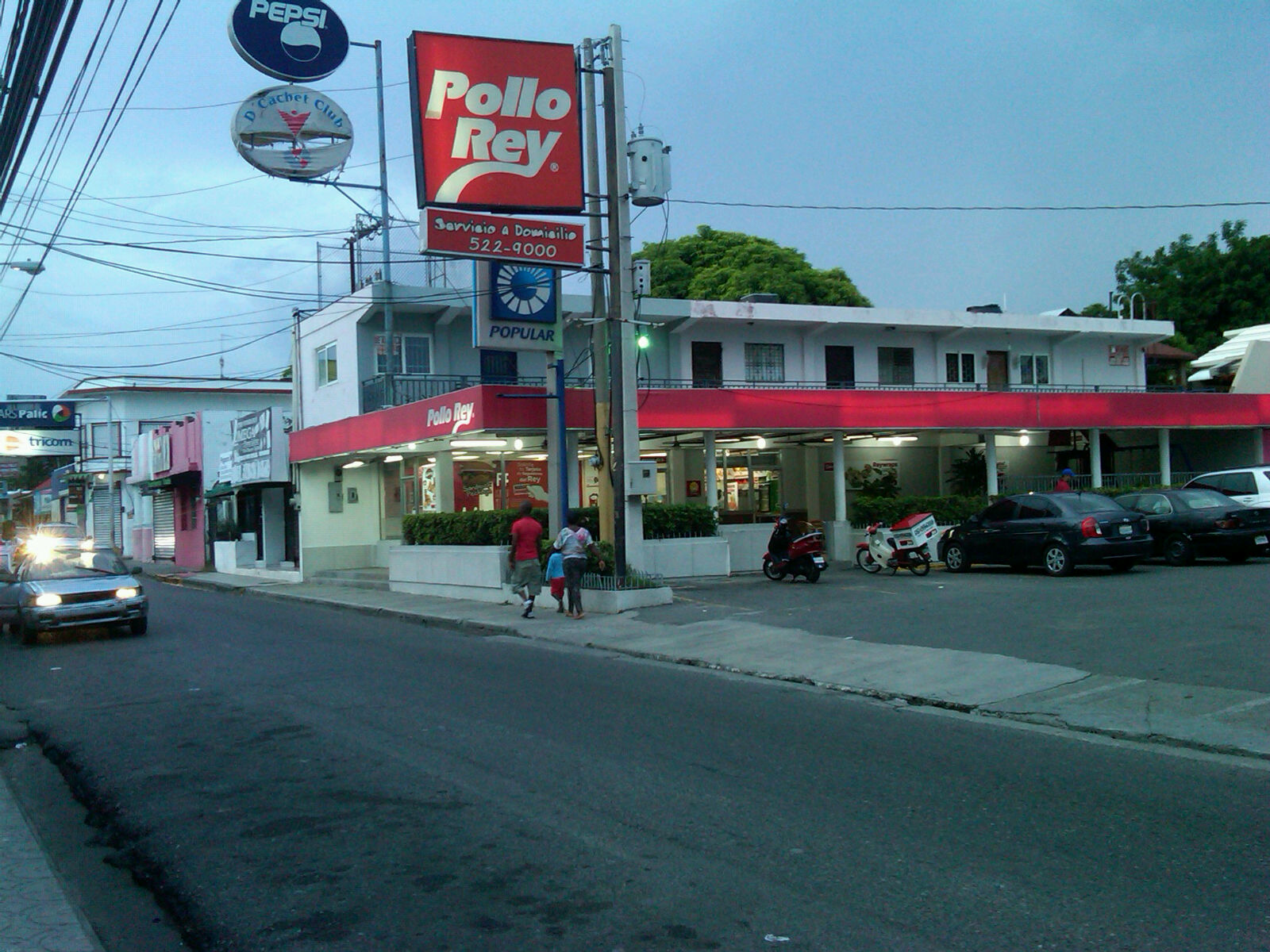
Restaurante Pollo Rey en Baní.

Actualmente dispone de restaurantes en:
- San Cristóbal, ciudad de origen
- Baní
- Azua
- San Juan de la Maguana
- Santo Domingo
- Barahona
- Bávaro
- Punta Cana.

## Menú
- ensaladas
- hamburguesas
- helados
- sandwich
- tostones
- pastas

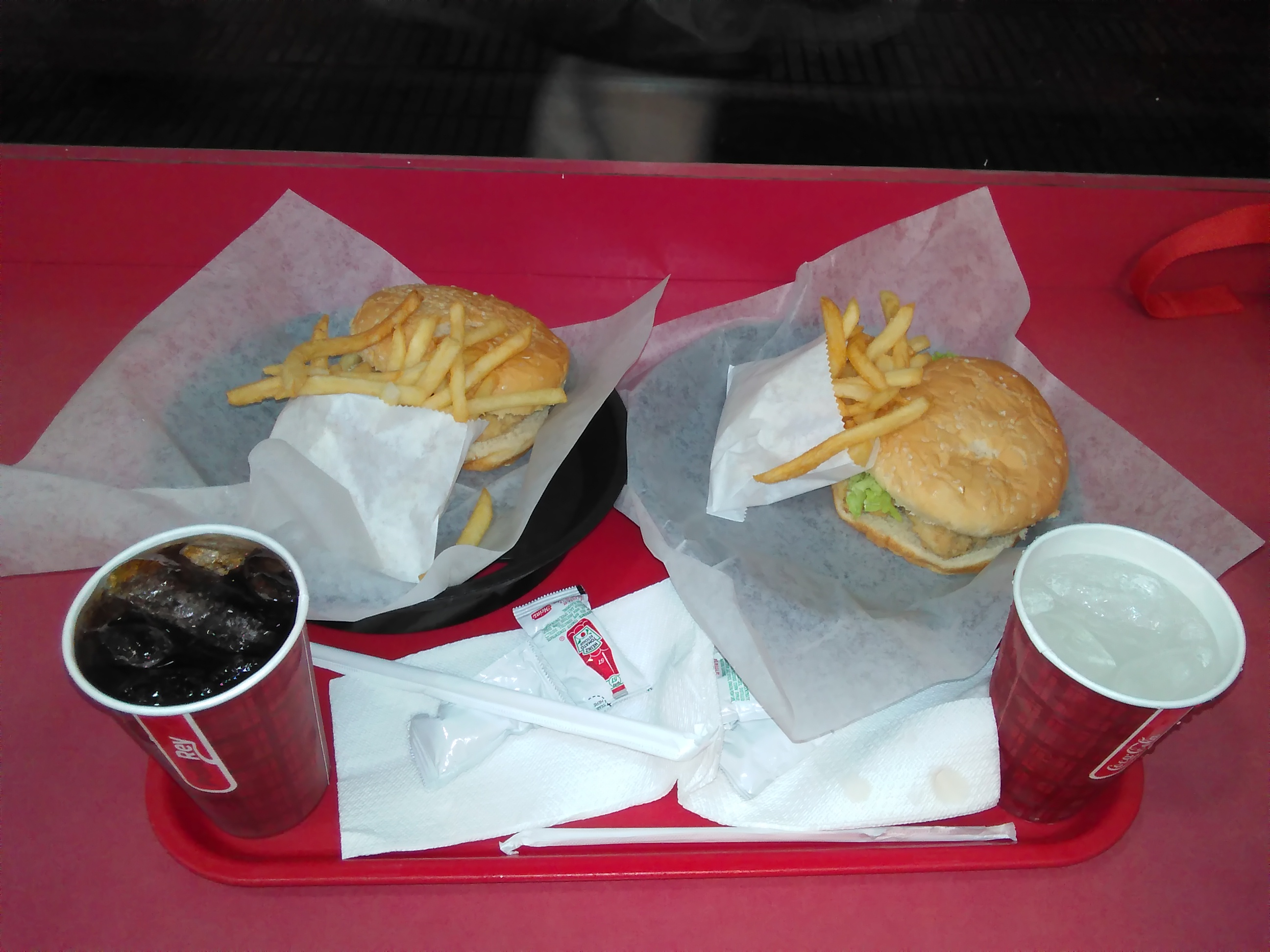
Dos combos de Pollo Rey

El menú de Pollo Rey es basado en la gastronomía dominicana. Su especialidad es el pollo frito (llamado localmente pica pollo).